# Sankt Klemens av Ohrids kyrka, Štip
Sankt Klemens av Ohrids kyrka (makedonska: Црква „Св. Климент Охридски“; translitteration: Tsrkva ''Sv. Kliment Orhidski'') är en makedonisk-ortodox kyrkobyggnad belägen i staden Štip, i kommunen Štip i den statistiska regionen Östra regionen, i östra Nordmakedonien.
Kyrkan är helgad åt helgonet Sankt Klemens av Ohrid och tillhör Bregalnicas stift.

## Historik
Sankt Klemens av Ohrids kyrka i Štip började byggas den 22 november 1997, då grundstenen lades. Kyrkan stod klar 2012, då den invigdes den 4 november.

## Bilder

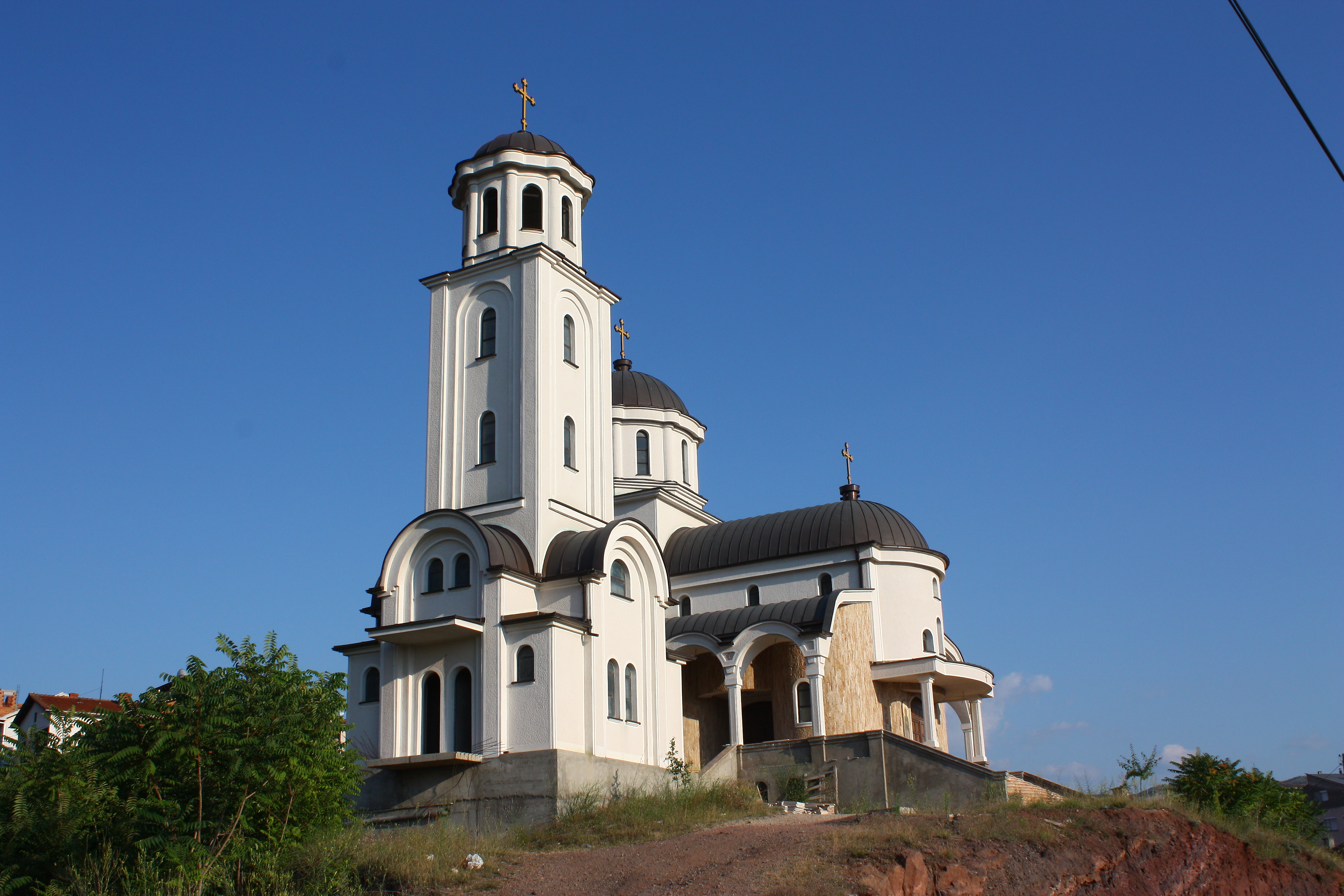
Klocktornet.
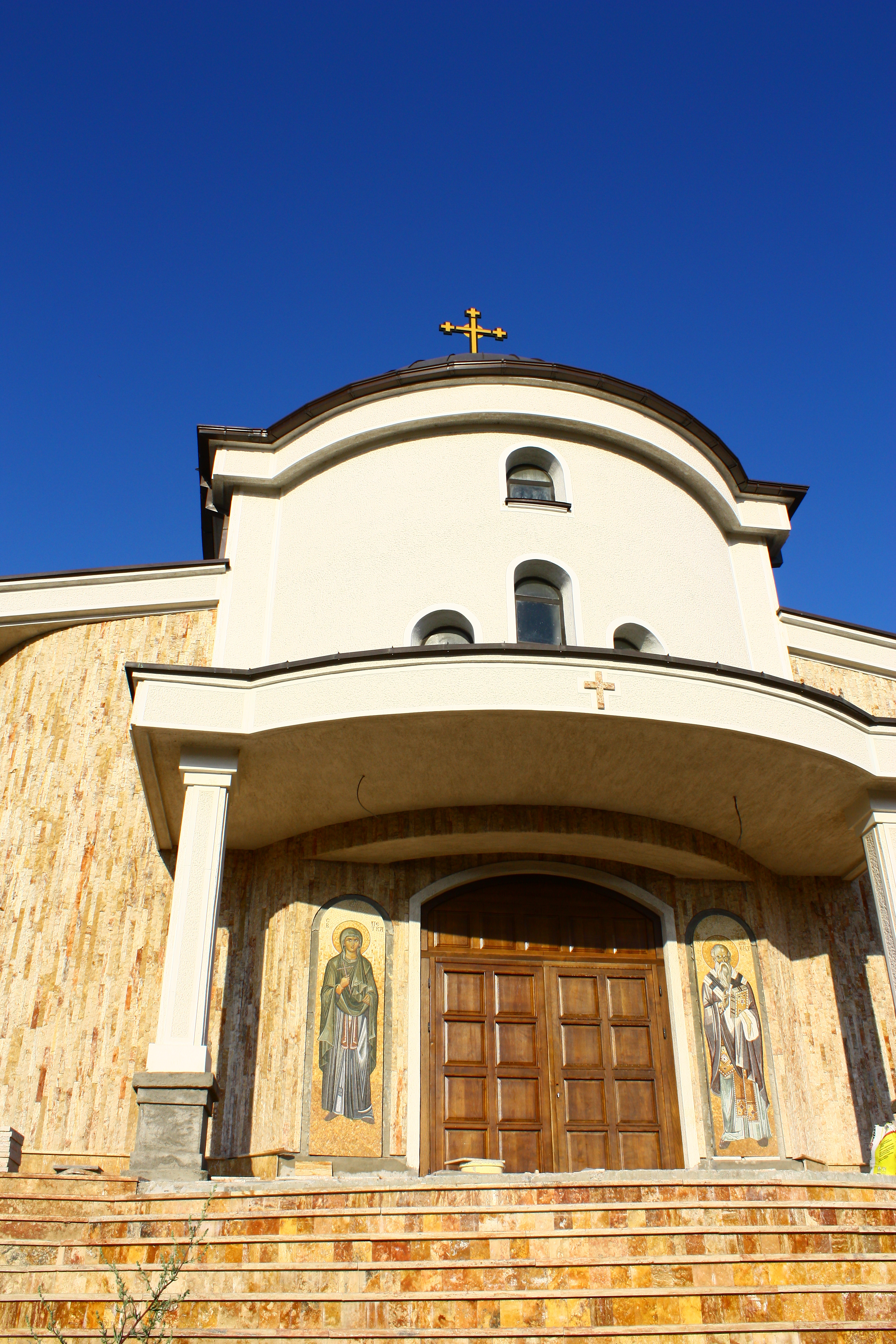
Entrén.